# Trogen
Trogen é uma comuna da Suíça, no Cantão Appenzell Exterior, com cerca de 1.764 habitantes. Estende-se por uma área de 10,01 km², de densidade populacional de 176 hab/km². Confina com as seguintes comunas: Altstätten (SG), Bühler, Gais, Oberegg (AI), Rehetobel, Speicher, Wald. 
A língua oficial nesta comuna é o Alemão.